# Sergeý Stwkaşov
Sergeý Vïktorovïç Stwkaşov (in russo Сергей Викторович Стукашов?, Sergej Viktorovič Stukašov; Aktaš, 12 novembre 1959) è un ex calciatore sovietico dal 1991 kazako, naturalizzato russo, di ruolo attaccante.

## Carriera

### Club
Ha giocato nella prima divisione sovietica.

### Nazionale
Ha partecipato ai Mondiali Under-20 del 1979, che la sua nazionale ha terminato da finalista perdente. In seguito, tra il 1984 ed il 1985 ha totalizzato complessivamente 6 presenze e 2 reti nella nazionale sovietica.

## Statistiche

### Cronologia presenze e reti in nazionale
| Cronologia completa delle presenze e delle reti in nazionale ― Unione Sovietica | Cronologia completa delle presenze e delle reti in nazionale ― Unione Sovietica | Cronologia completa delle presenze e delle reti in nazionale ― Unione Sovietica | Cronologia completa delle presenze e delle reti in nazionale ― Unione Sovietica | Cronologia completa delle presenze e delle reti in nazionale ― Unione Sovietica | Cronologia completa delle presenze e delle reti in nazionale ― Unione Sovietica | Cronologia completa delle presenze e delle reti in nazionale ― Unione Sovietica | Cronologia completa delle presenze e delle reti in nazionale ― Unione Sovietica |
| Data                                                                            | Città                                                                           | In casa                                                                         | Risultato                                                                       | Ospiti                                                                          | Competizione                                                                    | Reti                                                                            | Note                                                                            |
| ------------------------------------------------------------------------------- | ------------------------------------------------------------------------------- | ------------------------------------------------------------------------------- | ------------------------------------------------------------------------------- | ------------------------------------------------------------------------------- | ------------------------------------------------------------------------------- | ------------------------------------------------------------------------------- | ------------------------------------------------------------------------------- |
| 28/03/1984                                                                      | Hannover                                                                        | Germania Ovest                                                                  | 2 – 1                                                                           | Unione Sovietica                                                                | Amichevole                                                                      | -                                                                               | 63’                                                                             |
| 21/01/1985                                                                      | Kochi                                                                           | Cina                                                                            | 2 – 3                                                                           | Unione Sovietica                                                                | Nehru Cup                                                                       | 2                                                                               |                                                                                 |
| 25/01/1985                                                                      | Kochi                                                                           | Unione Sovietica                                                                | 1 – 2                                                                           | Jugoslavia                                                                      | Nehru Cup                                                                       | -                                                                               |                                                                                 |
| 28/01/1985                                                                      | Kochi                                                                           | Iran                                                                            | 0 – 2                                                                           | Unione Sovietica                                                                | Nehru Cup                                                                       | -                                                                               | 55’                                                                             |
| 04/02/1985                                                                      | Kochi                                                                           | Unione Sovietica                                                                | 2 – 1                                                                           | Jugoslavia                                                                      | Nehru Cup                                                                       | -                                                                               |                                                                                 |
| 27/03/1985                                                                      | Tbilisi                                                                         | Unione Sovietica                                                                | 2 – 0                                                                           | Austria                                                                         | Amichevole                                                                      | -                                                                               | 57’                                                                             |
| Totale                                                                          |                                                                                 | Presenze                                                                        | 6                                                                               |                                                                                 | Reti                                                                            | 2                                                                               |                                                                                 |